# Martí Joan de Galba
Martín Juan de Galba ( -1490) ya no se considera seriamente como coautor de la famosa novela caballeresca publicada en Valencia Tirante el Blanco. Y si la obra que salió de la imprenta de Nicolás Spindeler en el 1490 no corresponde exactamente al manuscrito que Martorell le dejó como prenda a Martí Joan de Galba, prestamista valenciano, hoy día sin embargo ningún estudioso del tema da fe ya al colofón que reza que Galba es el traductor de la cuarta parte de la novela. Es probablemente un añadido del impresor, ya que Galba, que no era ningún literato, murió antes de que fuera terminado de imprimir el incunable. Hay quien piensa que quien intervino seguramente en la obra fue Joan Roís de Corella.
Puede ser útil repasar las diferentes hipótesis que se dieron un tiempo:
David H. Rosenthal, uno de los traductores de la obra al inglés, cree ver entre las supuestas contribuciones estilísticas de Joan de Galba al Tirante, la precisión con los topónimos y su confianza en la obra Viajes (Travels) de John Mandeville.
El filólogo Joan Coromines opinaba que la intervención de Galba se limitaba a:
- Interpolar algún episodio durante la estancia de Tirante en el Imperio Griego.
- Rehacer algunos capítulos de la estancia del protagonista en Barbaria.
- Ampliar el epílogo
- Dividir el texto en capítulos a los que pone título (la página manuscrita del Tirant lo Blanch que se ha encontrado demuestra claramente que no fue Galba quien introdujo los títulos de los capítulos)

Es decir, el trabajo de Galba habría sido el de un pulidor que en ningún momento alteró de forma sustancial el contenido de la novela.
Por otra parte, no se puede decantar por la tesis según la cual las variaciones y contradicciones del estilo se explican por la extensión de la obra y las posibles distracciones del novelista. La única relación que Martí Joan de Galba podría haber tenido con la obra fue la del pago del empeño en que la deja Martorell.